# Contra danza (Estados Unidos)
La contra danza (también contradanza, contra-danza y otras variantes ortográficas) es una danza folclórica formada por largas filas de parejas. Tiene un origen mixto de la danza campestre inglesa, la danza campestre escocesa y los estilos de danza franceses del siglo XVII. A veces descrito como baile folclórico de Nueva Inglaterra o de los Apalaches, las contra danzas se pueden encontrar en todo el mundo, pero son más comunes en Estados Unidos (se celebran periódicamente en casi todos los estados), Canadá y otros países anglófonos.
La contra danza es un baile social al que se puede asistir sin pareja. Los bailarines forman parejas, y las parejas forman conjuntos de dos parejas en largas filas que parten del escenario y descienden a lo largo de la sala de danza. A lo largo de la danza, las parejas suben y bajan por estas filas, danzando con cada una de las parejas de la fila. La danza está dirigida por un cantor que enseña la secuencia de figuras del baile antes de que empiece la música. Los cantantes describen una serie de pasos llamados "figuras", y en un solo baile, un cantor puede incluir entre 6 y 12 figuras que se repiten a medida que las parejas suben y bajan por las filas. Cada vez que se baila dura 64 tiempos, tras los cuales se repite el patrón. La esencia de la danza consiste en seguir el patrón con el conjunto y la fila; como no es necesario el juego de pies, a mucha gente le resulta más fácil aprender la contra danze que otras formas de baile social.
Casi todas las contra danzas se bailan con música en vivo. La música que se interpreta incluye, entre otras, melodías folclóricas irlandesas, escocesas, de antaño y franco-canadienses. El violín se considera el instrumento principal, aunque pueden utilizarse otros instrumentos de cuerda, como la guitarra, el banyo, el bajo y la mandolina, así como el piano, el acordeón, la flauta, el clarinete y otros. Algunos bailes de contra danza se hacen incluso con música techno. La música de una danza puede consistir en una sola melodía o en un popurrí de melodías, y los cambios de tonalidad en el transcurso de un baile son habituales.
Muchos cantantes y grupos actúan en los bailes locales, y algunos son contratados para tocar en bailes de todo Estados Unidos y Canadá. Muchos bailarines viajan a nivel regional (o incluso nacional) para asistir a fines de semana de bailes de contra danza y a campamentos de contra danza de una semana de duración, donde pueden esperar encontrar a otros bailarines, cantantes y bandas dedicados y capacitados.

## Historia
La contra danza es una forma popular de recreación que disfrutan personas de todas las edades en más de 200 ciudades y pueblos de los Estados Unidos (a partir de 2020), pero también tiene una larga historia que incluye orígenes europeos, y más de 100 años de influencias culturales de muchas fuentes diferentes.
A finales del siglo XVII, las danzas campestres inglesas fueron retomadas por los maestros de baile franceses. Los franceses llamaron a estos bailes contra-dances o contredanses (que se traduce aproximadamente como "baile de opuestos"), como se indica en un libro de baile de 1710 llamado Recuil de Contredance. Con el paso del tiempo, estas danzas volvieron a Inglaterra y se difundieron y reinterpretaron en Estados Unidos, y finalmente la forma francesa del nombre pasó a asociarse con las danzas folclóricas americanas, donde se llamaban alternativamente "danzas campestres" o, en algunas partes de Nueva Inglaterra, como New Hampshire, "contradanzas".
La contra danza estaba de moda en Estados Unidos y se consideraba uno de los bailes sociales más populares entre las clases sociales a finales del siglo XVIII, aunque estos eventos solían denominarse "bailes campestres" hasta la década de 1780, cuando el término baile de contrapunto se hizo más común para describir estos eventos. A mediados del siglo XIX, los bailes de grupo empezaron a perder popularidad en favor de las cuadrillas, los lanceros y los bailes de pareja, como el vals y la polca.
Henry Ford, fundador de la Ford Motor Company, desempeñó un papel en la preservación de la contra danza y del baile folclórico americano en general, en parte como respuesta en oposición a las influencias del jazz moderno en Estados Unidos. En la década de 1920, pidió a su amigo y coordinador de baile en Massachusetts, Benjamin Lovett, que viniera a Míchigan para iniciar un programa de baile. Inicialmente, Lovett no pudo ya que tenía un contrato en una posada local; en consecuencia, Ford compró los derechos de propiedad de la posada. Lovett y Ford iniciaron un programa de baile en Dearborn, Míchigan, que incluía varias danzas folclóricas, incluidas las contra danzas. Ford también publicó un libro titulado Good Morning: After a Sleep of Twenty-Five Years, Old-Fashioned Dancing Is Being Revived en 1926 en el que se detallan los pasos de algunas contra danzas.
En las décadas de 1930 y 1940, la popularidad del Jazz, el Swing y la música de "Big Band" hizo que la contra danza disminuyera en varias partes de Estados Unidos, y se celebraron principalmente en pueblos de las zonas del noreste de Norteamérica, como Ohio, las provincias marítimas de Canadá, y particularmente en Nueva Inglaterra. Ralph Page mantuvo casi en solitario la tradición de Nueva Inglaterra hasta que se revitalizó en las décadas de 1950 y 1960, sobre todo gracias a Ted Sannella y Dudley Laufman.
La tradición de la contra danza de Nueva Inglaterra también se mantuvo en Vermont gracias a los Ed Larkin Old Time Contra Dancers, formados por Edwin Loyal Larkin en 1934. El grupo que fundó Larkin sigue actuando, enseñando los bailes y celebrando bailes mensuales de puertas abiertas en Tunbridge, VT.
Para entonces, ya habían surgido los primeros campamentos, retiros y fines de semana de baile, como el Pinewoods Camp, en Plymouth, Massachusetts, que se convirtió principalmente en un campamento de música y baile en 1933, y el NEFFA, el New England Folk Festival, también en Massachusetts, que comenzó en 1944. Pittsburgh Contra Dance celebró su centenario en 2015. Estos y otros siguen siendo populares y algunos ofrecen otros bailes y actividades además de contra danza.
En la década de 1970, Sannella y otros cantantes introdujeron en la contra danza movimientos de la English Country Dance, como los heys y los gypsies. Los nuevos bailes, tales como los Shadrack's Delight, de Tony Parkes, presentaban un baile simétrico de todas las parejas. (Anteriormente, los activos y los inactivos -ver Progresión más abajo- tenían papeles significativamente diferentes). Bailes de doble progresión, popularizados por Herbie Gaudreau, se añadieron a la naturaleza aeróbica de los bailes, y un convocante, Gene Hubert, escribió un baile de progresión cuádruple, Contra Madness. Se introdujo la formación Becket, con las parejas al lado de la otra en la línea en lugar de opuestas. El Brattleboro Dawn Dance comenzó en 1976, y sigue celebrándose semestralmente.
A principios de la década de 1980, Tod Whittemore puso en marcha el primer baile de los sábados en el Peterborough Town House, que sigue siendo uno de los bailes regionales más populares. El baile de Peterborough influyó en Bob McQuillen, que se convirtió en un notable músico de Nueva Inglaterra. A medida que los músicos y cantantes se trasladaron a otros lugares, fundaron bailes de contra en Míchigan, Washington, Oregón, California, Texas y otros lugares.

## Eventos

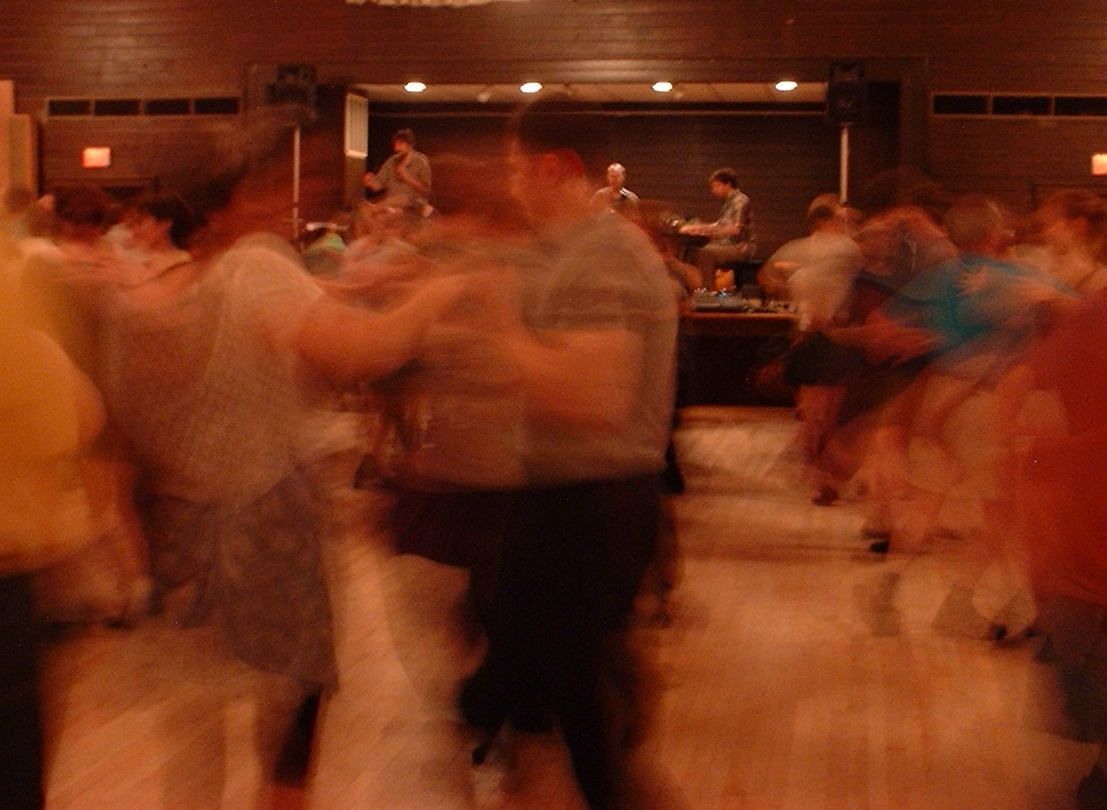
Un baile de contra danza en la noche del jueves en el salón de los Veteranos de Guerras Extranjeras de Fresh Pond en Cambridge, Massachusetts.

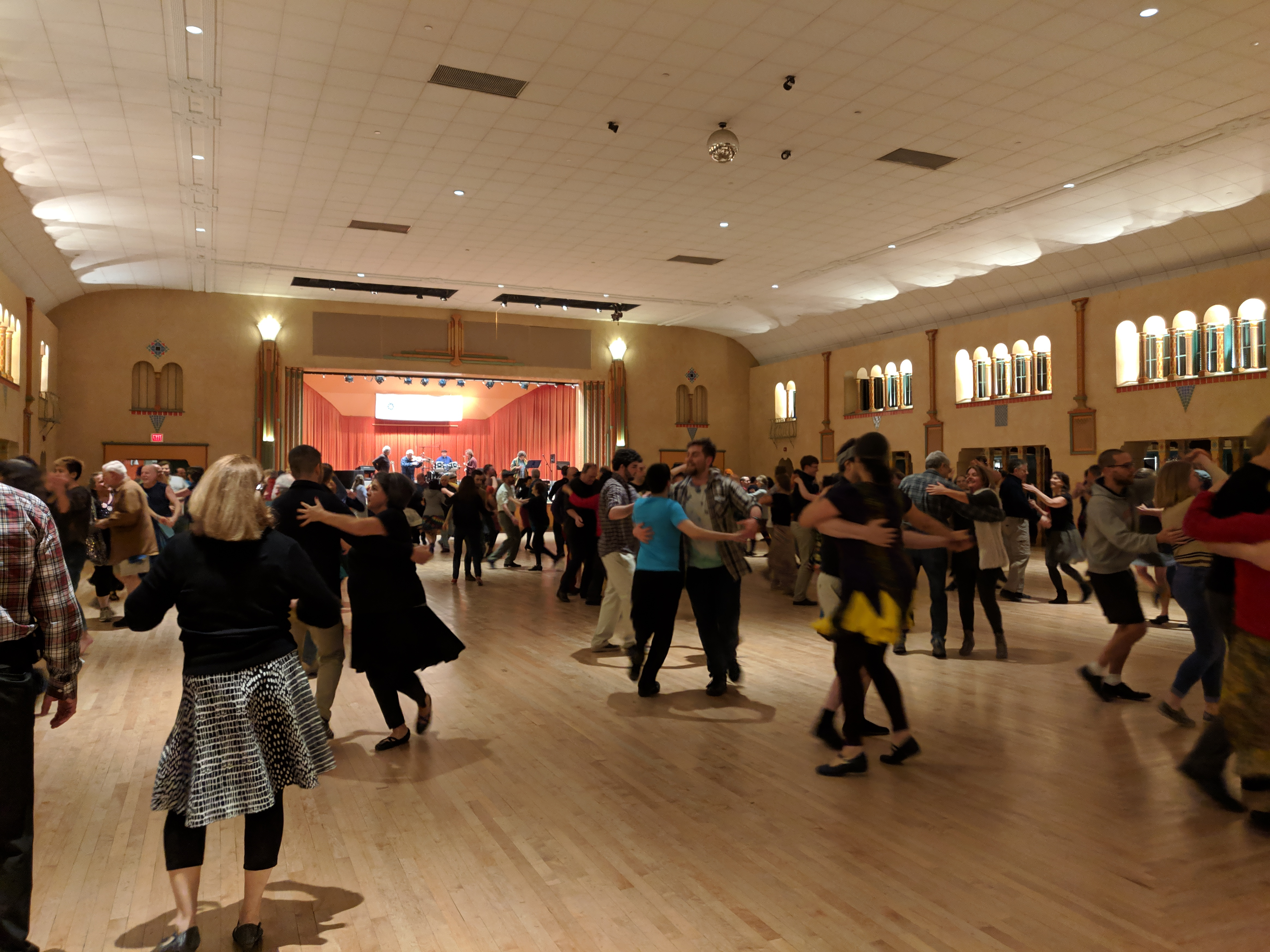
Bailarines de contra danza se balancean en un baile del viernes por la noche en Glen Echo Park en los suburbios de Washington D. C.

Los bailes de contra danza están abiertos a todo el mundo, independientemente de su experiencia, a menos que se indique explícitamente lo contrario, y es habitual ver a bailarines de entre 15 y 70 años de edad, y con una gran variedad de orígenes. Los bailes de contra danza son familiares y el consumo de alcohol no forma parte de la cultura. En muchos eventos se ofrecen instrucciones para principiantes antes del baile. Una velada típica de baile de contra danza tiene una duración de tres horas, incluyendo un intermedio. El evento consiste en una serie de bailes individuales de contra danza, cada uno de los cuales dura unos 15 minutos, y normalmente un intermedio de la banda con algunos valses, chotis, polcas o hambos suecos. En algunos lugares, se añaden bailes de plaza, a veces a discreción del organizador. La música de la velada suele ser interpretada por una banda en vivo, que toca gaitas y reels de Irlanda, Escocia, Canadá o Estados Unidos. Las melodías pueden ser desde las tradicionales, originadas hace un siglo, hasta composiciones modernas que incluyen guitarra eléctrica, teclado de sintetizador y percusión, siempre que la música se ajuste a los patrones de la Contra Danza. A veces, se incluye una melodía de rock, para deleite de los bailarines.
Generalmente, un líder, conocido como caller, enseñará cada baile individual justo antes de que comience la música de ese baile. Durante este paseo introductorio, los participantes aprenden la danza recorriendo los pasos y las formaciones, siguiendo las instrucciones del llamador. El profesor da las instrucciones oralmente y, a veces, las complementa con demostraciones de los pasos por parte de bailarines experimentados del grupo. El recorrido suele realizarse en el orden de los pasos tal y como se ejecutan con la música; en algunos bailes, el presentador puede variar el orden de los pasos durante la danza, hecho que suele explicarse como parte de las instrucciones del presentador.
Después del paseo, la música comienza y los bailarines repiten esa secuencia un cierto número de veces antes de que el baile termine, a menudo entre 10 y 15 minutos, dependiendo de la longitud de las líneas de contra. Las llamadas se dan normalmente al menos las primeras veces, y a menudo para la última. Al final de cada baile, los bailarines dan las gracias a sus parejas. La tradición del baile de contra en Norteamérica es cambiar de pareja en cada baile, mientras que en el Reino Unido se suele bailar con la misma pareja toda la noche. Quien asiste a una noche de bailes de contra en Norteamérica no necesita llevar su propia pareja. En el breve descanso entre los bailes individuales, los bailarines se invitan mutuamente a bailar. Reservar con antelación pidiendo pareja o parejas para cada baile individual es habitual en algunos locales, pero algunos lo desaconsejan.
La mayoría de los bailes de contra danza no tienen un código de vestimenta particular. No se usa ninguna ropa especial, pero se suele recomendar ropa cómoda y holgada que no restrinja el movimiento. En algunos bailes se suelen llevar faldas ligeras, tanto por parte de los hombres como de las mujeres, ya que tienen un efecto muy bonito al balancearse o girar. Sin embargo, se recomienda, y en algunos lugares se exige, el uso de zapatos de tacón bajo, de suela blanda y que no dejen marcas, como zapatos de baile, zapatillas de deporte o sandalias. Como la danza puede ser aeróbica, a veces se anima a los bailarines a traer una muda de ropa.
Como en cualquier baile social, la cooperación es vital para el baile de la contra danza. Dado que en el transcurso de cualquier baile, los individuos interactúan no sólo con sus parejas sino con todos los demás en el conjunto, el baile de contra danza podría considerarse una actividad de grupo. Como ocurre necesariamente cuando los principiantes son acogidos por bailarines más experimentados, se cometen errores; la mayoría de los bailarines están dispuestos a ayudar a los principiantes a aprender los pasos. Sin embargo, debido a que la naturaleza amistosa y social de los bailes puede ser malinterpretada o incluso abusada, algunos grupos han creado políticas contra el acoso.

## Formación

### Formaciones
Los bailes de contra danza se organizan en largas filas de parejas. Un par de filas se denomina set. Los conjuntos se organizan generalmente a lo largo de la sala, siendo la parte superior del conjunto el extremo más cercano a la banda y a la persona que llama. Por su parte, la parte inferior del set es el extremo más alejado de la persona que llama.
Las parejas están formadas por dos personas, tradicionalmente (pero no necesariamente) un varón (al que el llamador suele referirse como el caballero, el líder, el hombre, la alondra o la izquierda) y una mujer (a la que el llamador suele referirse como la dama, el seguimiento, la chica, el cuervo, el petirrojo o la derecha). Las parejas interactúan principalmente con una pareja adyacente en cada ronda del baile. Cada subgrupo de dos parejas que interactúan es conocido por los coreógrafos como un conjunto menor y por los bailarines como un cuarteto o cuatro manos. Las parejas de un mismo conjunto menor son vecinas. Los conjuntos menores se originan en la cabeza del conjunto, comenzando con los bailarines más altos como los 1s (la pareja activa o activos); la otra pareja son los 2s (o inactivos). Se dice que los 1s están por encima de sus 2s vecinos; los 2s están por debajo. Si hay un número impar de parejas bailando, la pareja de abajo esperará la primera vez que se baila.
Hay cuatro formas comunes de organizar las parejas en los conjuntos menores: formaciones propias, impropias, Becket y triples. Hay muchas formas adicionales que puede adoptar un baile de contra. Cinco de ellas son: triplete, indecente, cuatro-cara-cuatro y conjunto.

### Progresión
Un aspecto fundamental de la Contra Danza es que cada bailarín interactúa con varias personas diferentes en el transcurso de cada canción.  Durante un solo baile, se repite el mismo patrón una y otra vez (un paso dura aproximadamente 30 segundos), pero cada vez tú y tu pareja bailaréis con nuevos vecinos. Los bailarines no necesitan memorizar estos patrones de antemano, ya que el líder del baile, o "Caller", generalmente explicará el patrón de cada canción antes de que comience la música, y dará a la gente la oportunidad de "recorrer" el patrón para que tanto los bailarines nuevos como los experimentados puedan aprender los movimientos. El "paseo" también ayuda a entender cómo el patrón de baile conduce hacia nuevas personas cada vez.  Una vez que la música comienza, el Caller continuará hablando en su micrófono y describiendo cada movimiento hasta que los bailarines se sientan cómodos con ese patrón de baile.  La progresión hacia nuevas personas está integrada en el patrón de Contra Danza como un movimiento continuo con la música, y no interrumpe el baile.  Mientras todos los bailarines de la sala forman parte del mismo patrón de baile, la mitad de las parejas de la sala se mueven hacia la banda/música en cualquier momento y la otra mitad se aleja de la música, de modo que cuando todos dan un paso adelante, encontrarán nuevas personas con las que bailar durante los siguientes 30-40 segundos.  Este efecto es casi como tener un tablero de damas con piezas rojas y negras dispuestas uniformemente a lo largo de todo el tablero, y todas las piezas rojas moviéndose gradualmente hacia un lado mientras todas las piezas negras progresan hacia el otro lado.  Una vez que las personas llegan al borde de la sala o "set" pueden cambiar de dirección, descansar/esperar un ciclo de 30 segundos del baile, y volver a entrar en el set de baile para continuar mientras siga sonando la música.
Los patrones de los bailes de contra suelen organizar a toda la sala de bailarines en grupos más pequeños de cuatro personas, o dos parejas.  Mientras se enseña cada patrón de baile, el Caller puede referirse a las personas que empiezan más cerca de la banda como "1s" y a las personas que empezaron unos pasos más lejos de la música (pero están de cara a la banda) como "2s" (o la segunda pareja). A medida que el patrón de baile progresa los "1s" dentro de cada grupo de cuatro personas se moverán Hacia abajo del pasillo lejos de la música para encontrar nuevos bailarines, mientras que los "2s" en cada grupo de cuatro progresarán/se moverán Hacia arriba del pasillo hacia el Caller y la música.  En el lapso de 10-15 minutos, a menudo se baila con todos los bailarines del conjunto. Para las caracterizaciones completas de la progresión en las ocho formas de baile mencionadas anteriormente). Aunque esto pueda parecer complicado "en letra de molde" como se muestra arriba... En la práctica es más fácil "simplemente hacerlo", con el llamador explicando las cosas, y otros bailarines ayudando a señalar el camino, y el efecto general es que disfrutas bailando con un "conjunto" de cuatro personas durante 30 segundos, y luego das un paso adelante y encuentras "nuevas personas con las que jugar" mientras te mueves por la sala.
Un solo baile dura unos diez minutos, tiempo suficiente para avanzar al menos 15-20 veces. Si los conjuntos son de longitud corta o media, la persona que llama a menudo intentará que el baile se desarrolle hasta que cada pareja haya bailado con todas las demás parejas, tanto de 1 como de 2, y haya vuelto al punto de partida. Una sala típica de bailarines de Contra puede incluir unas 120 personas; pero esto varía desde 30 personas en pueblos más pequeños, hasta más de 300 personas en ciudades como Washington D. C., Los Ángeles o Nueva York. Con sets más largos (más de ≈60 personas) el tiempo de una canción no permite bailar con todos los bailarines del grupo; pero la gente sigue disfrutando de una variedad de personalidades de baile al interactuar con la mayoría de las parejas del mismo set.

## Coreografía
La coreografía de la danza del contrapunto especifica la formación de la danza, las figuras y la secuencia de esas figuras en un baile. En particular, las figuras de contra danza (con algunas excepciones) no tienen un juego de pies definido; dentro de los límites de la música y la comodidad de sus compañeros de baile, los individuos se mueven según su propio gusto.
La mayoría de las contra danzas consisten en una secuencia de entre 6 y 12 figuras individuales, dirigidas por el cantor al ritmo de la música mientras se bailan las figuras. A medida que se repite la secuencia, el cantor puede reducir sus indicaciones y, finalmente, abandonar el baile, dejando a los bailarines en manos de los demás y de la música.
Una figura es un patrón de movimiento que suele durar ocho cuentas, aunque también son comunes las figuras de cuatro o 16 cuentas. Cada baile es una colección de figuras ensambladas para permitir a los bailarines progresar a lo largo del conjunto.
Un conteo es la mitad de un compás musical, como una negra en 2
4 o tres corcheas en 6
8. Un conteo también puede llamarse paso, ya que el contra dance es una forma de caminar, y cada conteo de un baile suele corresponder a un solo paso físico en una figura.
La coreografía típica del contra dance consta de cuatro partes, cada una de ellas de 16 cuentas (8 compases). Las partes se denominan A1, A2, B1 y B2. Esta nomenclatura proviene de la música: La mayoría de las melodías de contra dance (tal y como están escritas) tienen dos partes (A y B), de 8 compases cada una, y cada una de ellas corresponde a una parte del baile. Las partes A y B se tocan dos veces seguidas, por lo tanto, A1, A2, B1, B2. Aunque generalmente se toca la misma música en, por ejemplo, las partes A1 y A2, se sigue una coreografía distinta en esas partes. Así, un baile de contrapunto suele tener 64 cuentas, y va con una melodía de 32 compases. Las melodías de esta forma se llaman "cuadradas"; las que se desvían de esta forma se llaman "torcidas".
Muestra de contra danzas:
- Tradicional - los activos hacen la mayor parte del movimiento

Chorus Jig (Propio de la doble menor)
A1 (16) Activos por fuera y atrás. [Los inactivos se quedan quietos o sustituyen a un columpio]
A2 (16) Activos por el centro, giran individualmente, vuelven y sueltan amarras. [Los inactivos se quedan quietos durante los primeros 3
4, dan un paso por el pasillo, y luego participan en el reparto]
B1 (16) Los activos giran en contra de las esquinas. [Los inactivos participan en la mitad de los giros]
B2 (16) Los activos se reúnen en el centro para hacer un balance y balancear, terminar el balanceo hacia arriba. [Los inactivos se quedan quietos]
Nota: los inactivos a menudo se quedan en su sitio o participan de alguna manera en la danza, aunque las figuras no les pidan que se muevan.
- Moderno - la danza es simétrica para los activos y los inactivos

Hay in the Barn de Chart Guthrie (Dúplex menor impropio)
A1 (16) Los vecinos se balancean y oscilan.
A2 (8) Las damas encadenan a través, (8) Half hey, las damas pasan los hombros derechos para comenzar.
B1 (16) Los socios se equilibran y oscilan.
B2 (8) Las damas encadenan a través, (8) Half hey, las damas pasan los hombros derechos para comenzar.
Muchos de los bailes modernos de contrapunto tienen estas características:
- a largo plazo para todos los que quieran
- primeras parejas impropias, o la formación de Becket
- coreografía fluida
- nadie se queda quieto durante más de 16 tiempos (por ejemplo, la primera pareja se equilibra y se balancea, y termina boca abajo para hacer líneas de cuatro)
- que contiene al menos un columpio y, normalmente, tanto un columpio del compañero como un columpio del vecino
- la gran mayoría de los movimientos de un conjunto de movimientos conocidos que los bailarines ya conocen
- compuesto principalmente por movimientos que te mantienen conectado con los otros bailarines
- generalmente se baila con jigs o reels de 32 compases tocados a entre 110 y 130 bpm
- danza con un suave caminar con muchos giros y vueltas

Un evento que consiste principalmente (o únicamente) en bailes de este estilo se denomina a veces Contra Danza Urbano Moderno.

## Música
El repertorio más común de la contra danza está arraigado en la tradición anglo-celta tal y como se desarrolló en Norteamérica. Son comunes las melodías irlandesas, escocesas, francocanadienses y antaño, y también se han utilizado melodías klezmer. El repertorio de antaño incluye muy pocas de las jigs comunes en los demás.
Las melodías que se utilizan para la contra danza son casi siempre melodías "cuadradas" de 64 tiempos, en las que cada una de las dos partes de 16 tiempos se toca dos veces (esto se anota como AABB). Sin embargo, cualquier melodía de 64 tiempos sirve; por ejemplo, tres partes de 8 tiempos pueden tocarse AABB AACC, o dos partes de 8 tiempos y una de 16 tiempos pueden tocarse AABB CC. Las melodías que no tienen 64 tiempos se llaman "torcidas" y casi nunca se utilizan para el baile de contra, aunque se han escrito algunas danzas torcidas como novedad. Las melodías de contra se tocan en un estrecho rango de tempos, entre 108 y 132 bpm.
En cuanto a la instrumentación, se considera que los violines son el principal instrumento melódico en el baile de la contra, aunque también se pueden utilizar otros instrumentos de cuerda, como la mandolina o el banyo, además de algunos instrumentos de viento, por ejemplo, el acordeón. El piano, la guitarra y el contrabajo se encuentran con frecuencia en la sección rítmica de una banda de contra danza. Ocasionalmente, también se utilizan instrumentos de percusión en la contra danza, como el bodhrán irlandés o, con menos frecuencia, el tambor de copa o la tabla de lavar. En los últimos años, algunas bandas han incorporado la práctica quebequense de golpear los pies sobre una tabla mientras se toca un instrumento (a menudo el violín).
Hasta la década de 1970, era tradicional tocar una sola melodía durante todo el baile de contra (entre 5 y 10 minutos). Desde entonces, los músicos de los bailes de la contra suelen tocar melodías en conjuntos de dos o tres melodías relacionadas (y a veces contrastadas), aunque los bailes de una sola melodía están volviendo a ser populares en algunas bandas del noreste. En los repertorios celtas es habitual cambiar de tonalidad con cada melodía. Un conjunto puede comenzar con una melodía en sol, cambiar a una melodía en re y terminar con una melodía en si bemol. En este caso, D está relacionado con G por su dominante (5ª), mientras que D y Bm comparten una tonalidad de dos sostenidos. En la tradición de los tiempos antiguos, los músicos tocan la misma melodía durante toda la danza, o cambian a melodías en la misma tonalidad. Esto se debe a que las afinaciones del banjo de cinco cuerdas son específicas de la tonalidad. Una banda de old-time puede tocar una serie de melodías en re, y luego utilizar el tiempo entre las danzas para volver a afinar una serie de melodías en la. (Los violinistas también pueden aprovechar esta oportunidad para volver a afinar; las afinaciones específicas de los violines son poco comunes en las tradiciones anglo-celtas americanas distintas del antaño).
En los repertorios celtas, lo más habitual es que las bandas toquen conjuntos de reels y conjuntos de jigs. Sin embargo, dado que la estructura de compás subyacente de las jigs y los reels es la misma (dos "cuentas" por compás), las bandas mezclarán ocasionalmente jigs y reels en un set.
Algunos de los grupos de baile de contra más populares de los últimos años son Great Bear, Perpetual E-Motion, Buddy System, Crowfoot, Elixir, The Mean Lids, Nor'easter, Nova, Pete's Posse, The Stringrays, The Syncopaths y Wild Asparagus.

### Contra danzas Techno
En los últimos años, los bailarines de contra danza más jóvenes han comenzado a establecer el "contra crossover" o "techno contra", es decir, contra danza al ritmo del techno, el hip-hop y otras formas modernas de música. Aunque es un reto para los DJ y los cantantes, la fusión de patrones de contra con movimientos de hip-hop, tango y otras formas de baile ha hecho de esta forma de contra danza una tendencia en alza desde 2008. El techno se diferencia de otros bailes de contra en que suele hacerse con música grabada, aunque hay algunos grupos que tocan en directo para los bailes de techno. El techno se ha hecho especialmente frecuente en Asheville, Carolina del Norte, pero las series de bailes contra techno regulares se están extendiendo por la Costa Este a lugares como Charlottesville, VA, Washington D. C., Amherst, MA, Greenfield, MA, y varias comunidades de baile de Carolina del Norte, con eventos puntuales o anuales que aparecen en lugares más al oeste, incluyendo California, Portland, OR, y el estado de Washington. También aparecen a veces como eventos nocturnos durante los fines de semana de contra danza. En respuesta a la demanda de tecno contra, una serie de convocantes de contra danza han desarrollado repertorios de canciones grabadas para tocar que van bien con determinados bailes de contra; estos convocantes son conocidos como DJs. Ha surgido una especie de fusión tecno/contra tradicional, con al menos una banda, Buddy System, que toca música en vivo fusionada con sonidos de sintetizador para la contra danza techno.